# Nymphoides lungtanensis
Nymphoides lungtanensis är en vattenklöverväxtart som beskrevs av S.P.Li, T.H.Hsieh och Chun C.Lin. Nymphoides lungtanensis ingår i släktet sjögullssläktet, och familjen vattenklöverväxter. Inga underarter finns listade i Catalogue of Life.